# 内蒙古人民出版社

内蒙古人民出版社（英語：Inner Mongolia People's Publishing House），是中华人民共和国的一个出版社，地点位于内蒙古自治区呼和浩特市新城区中山东路8号波士名人国际B座5层。

## 历史
1951年，内蒙古人民出版社成立于内蒙古自治区呼和浩特市，是中国在内蒙古地区建立的第一个用蒙文、汉文两种文字出版各类图书的地方综合出版社。1954年，内蒙古自治区与绥远省合并，绥远省人民出版社并入内蒙古人民出版社。文化大革命期间，一度改为毛主席著作出版办公室。1974年恢复原名。1978年，它与内蒙古出版事业管理局合署办公。1983年独立。其出书范围包括有政治经济、哲学历史、医药卫生、辞典、史志等蒙、汉文版图书，此外负责出版发行蒙文文艺季刊《启明星》。2001年8月17日，庆祝建社50周年纪念日。